# Туркана (народ)

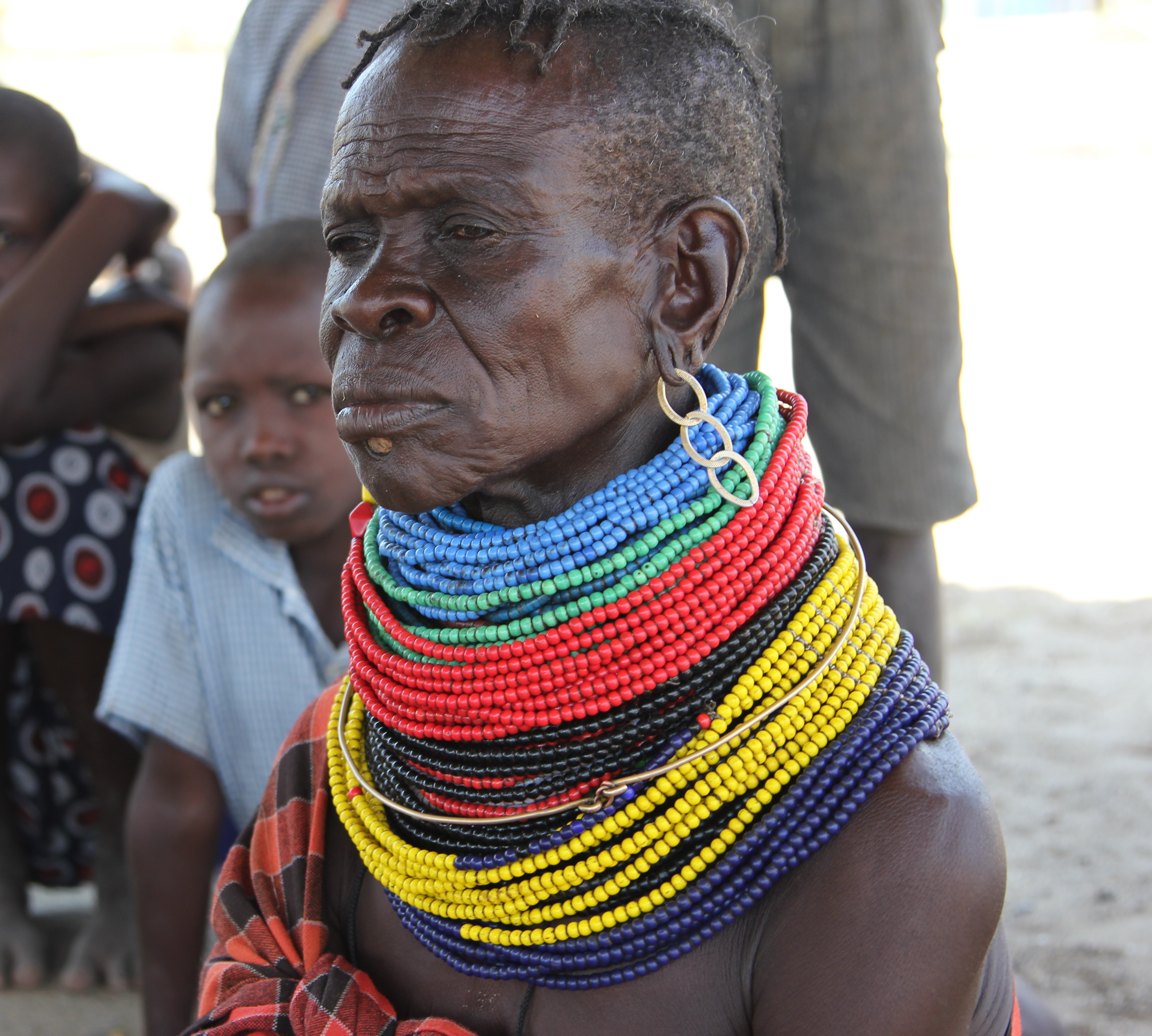

Туркана (ньїтуркана) — народ групи нілотів. Живуть на території Кенії та Ефіопії. Чисельність становить приблизно 1 млн осіб., З них в Кенії проживає близько 990 тисяч осіб, в Ефіопії — 33 тис. осіб. Відносяться до ефіопської перехідної раси. Розмовляють мовою туркана (дон'їро, бумі).
Близькоспоріднені народи: карамоджонг, тесо.

## Галерея

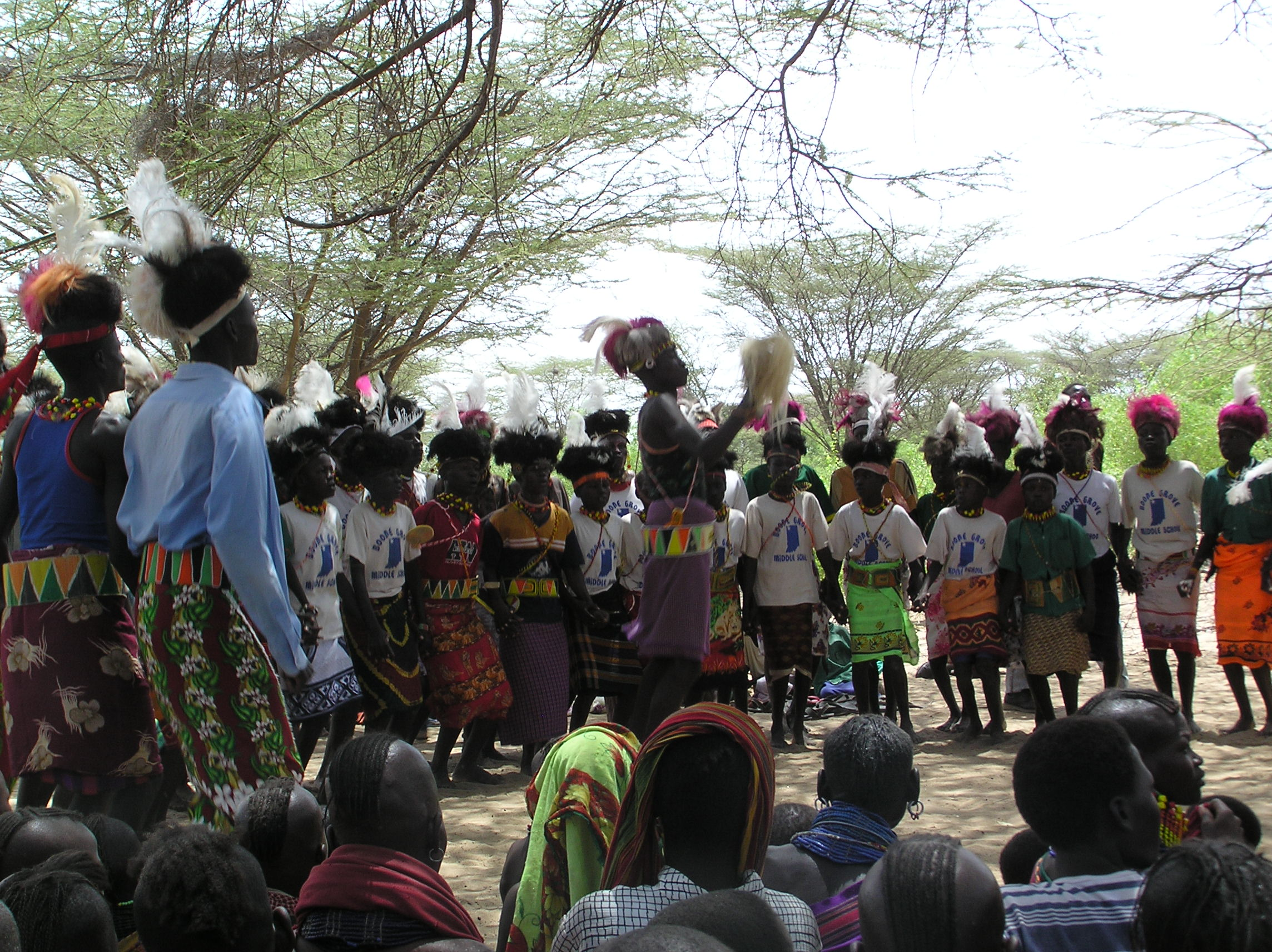
Презентація традиційного танцю школярами.
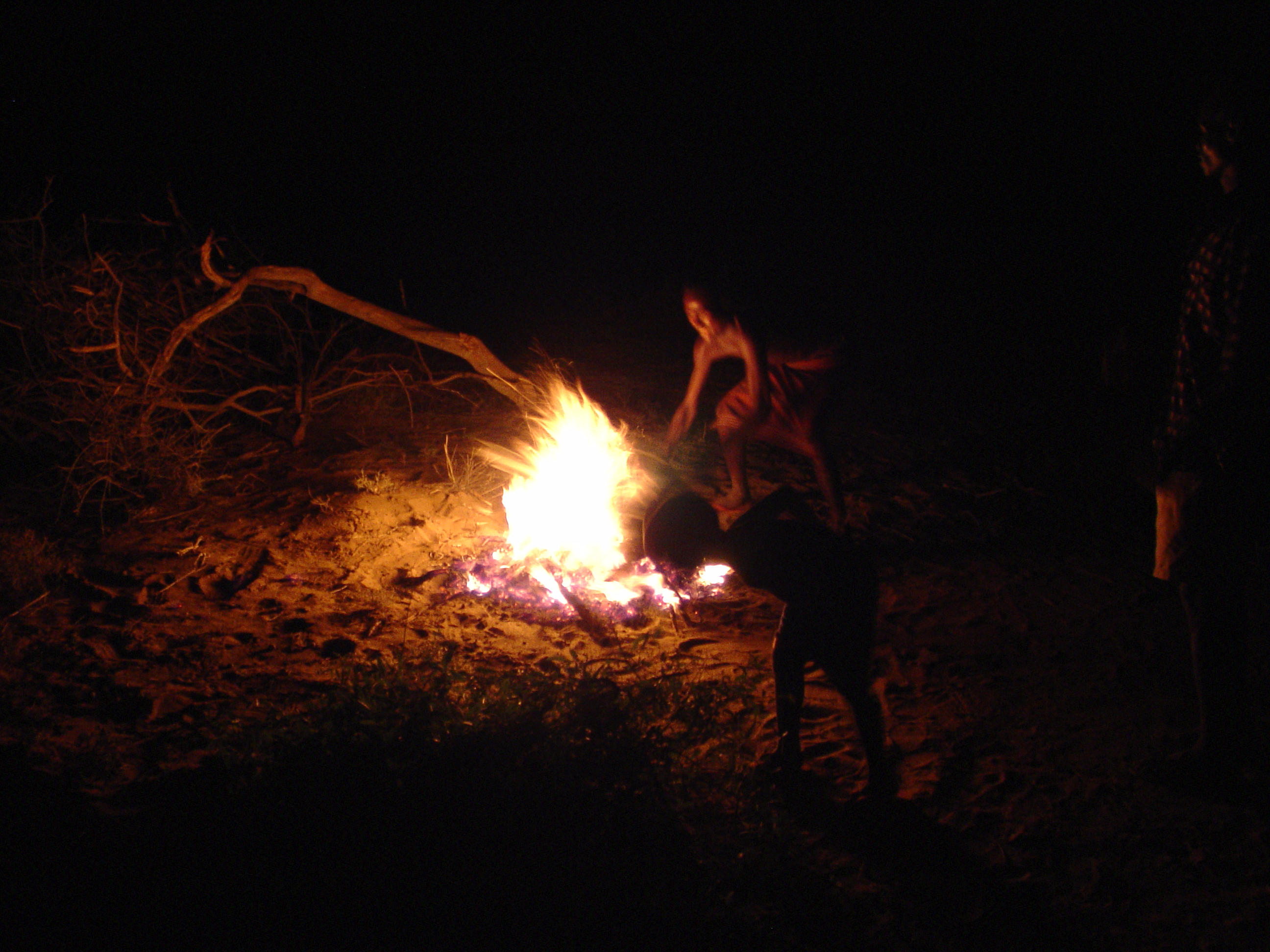
Чоловіки туркана готують спільну вечерю.